# DRB Clase E 94
La DRB Clase E 94 es un locomotora eléctrica pesada articulada de seis ejes de origen alemán, construida en 1940 para el Deutsche Reichsbahn. Conocida con el apodo de "Cocodrilo alemana", estaba destinada al tráfico de mercancías. Desde la introducción de las designaciones UIC en 1968, figuraba como la serie 194 del Deutschen Bundesbahn; y desde 1970 como la serie 254 del Deutschen Reichsbahn de Alemania Oriental. En Austria se designaron como Österreichischen Bundesbahnen 1020. 
Derivan de la DRB Clase E 93 de apariencia similar, pero de las que se distinguen por su visible chasis en forma de vientre de pez aligerado. 

## Historia
Se construyeron 197 unidades, aunque inicialmente se había solicitado un total de 285. Las primeras 11 locomotoras se encargaron a principios de 1938, y la primera máquina, fabricada por AEG, se recibió en 1940. 
Estas locomotoras fueron diseñadas para remolcar trenes de carga pesados. Debían permitir aumentar la capacidad de transporte en las difíciles rampas de Geislinger Steige, Frankenwald, Arlberg o Hohe Tauern. Con sus 3090 kW de potencia a 77 km/h, eran capaces de remolcar: 
- 2000 t a 85 km/h en llano,
- 1600 t a 40 km/h en una rampa del 10 ‰,
- 1000 t a 50 km/h en una rampa del 16 ‰,
- 600 t a 50 km/h en una rampa del 25 ‰.[2]

Del tipo Co'Co', estaban montadas sobre dos grandes bogies. El cuerpo estaba articulado, de acuerdo con el principio de las locomotoras cocodrilo, en el sentido de que las narices delantera y trasera acompañaban al movimiento de los bogies. 
Con el estallido de la Segunda Guerra Mundial, se utilizaron como locomotora de guerra bajo el tipo KEL 2 (E 94 001 a 136, E 94 145 y E 94 151 a 159). 
Las locomotoras E 94 010 y 015 fueron destruidas por los bombardeos aliados, así como las unidades 083, 143 y 144, destruidas antes de su entrega.
Al final de la guerra, estaban disponibles 140 locomotoras de las 145 construidas. En mayo de 1945 se distribuyeron de la siguiente manera:
- 65 para la Zona Occidental,
- 1 en Berlín Oeste,
- 17 o 22 para la Zona Oriental,
- 13 u 8 para Silesia,
- 44 para Austria.

No todas funcionaban plenamente. La E 94 032 para Austria estaba en reparación en Berlín en el momento de la rendición. Se traspasó a los Ferrocarriles Alemanes en 1948. 
Así es como la mayor parte volvió al DB, que acabó recibiendo 66 unidades. El DR (de Alemania Oriental) recuperó 30 y el ÖBB (de Austria) pudo disponer de 44 máquinas. 
De 1945 a 1953, se ensamblaron otras 9 locomotoras a partir de los componentes producidos durante la guerra. 
De 1954 a 1956, se construyeron 26 nuevas locomotoras, 23 para el DB (E 94 262 a 285) y 3 para el ÖBB (1020-045 a 047).

### Serie 1020 del ÖBB
En 1954, las E94 del ÖBB pasaron a formar parte de la serie 1020, extendida a 47 locomotoras. 

### Serie 194 del DB

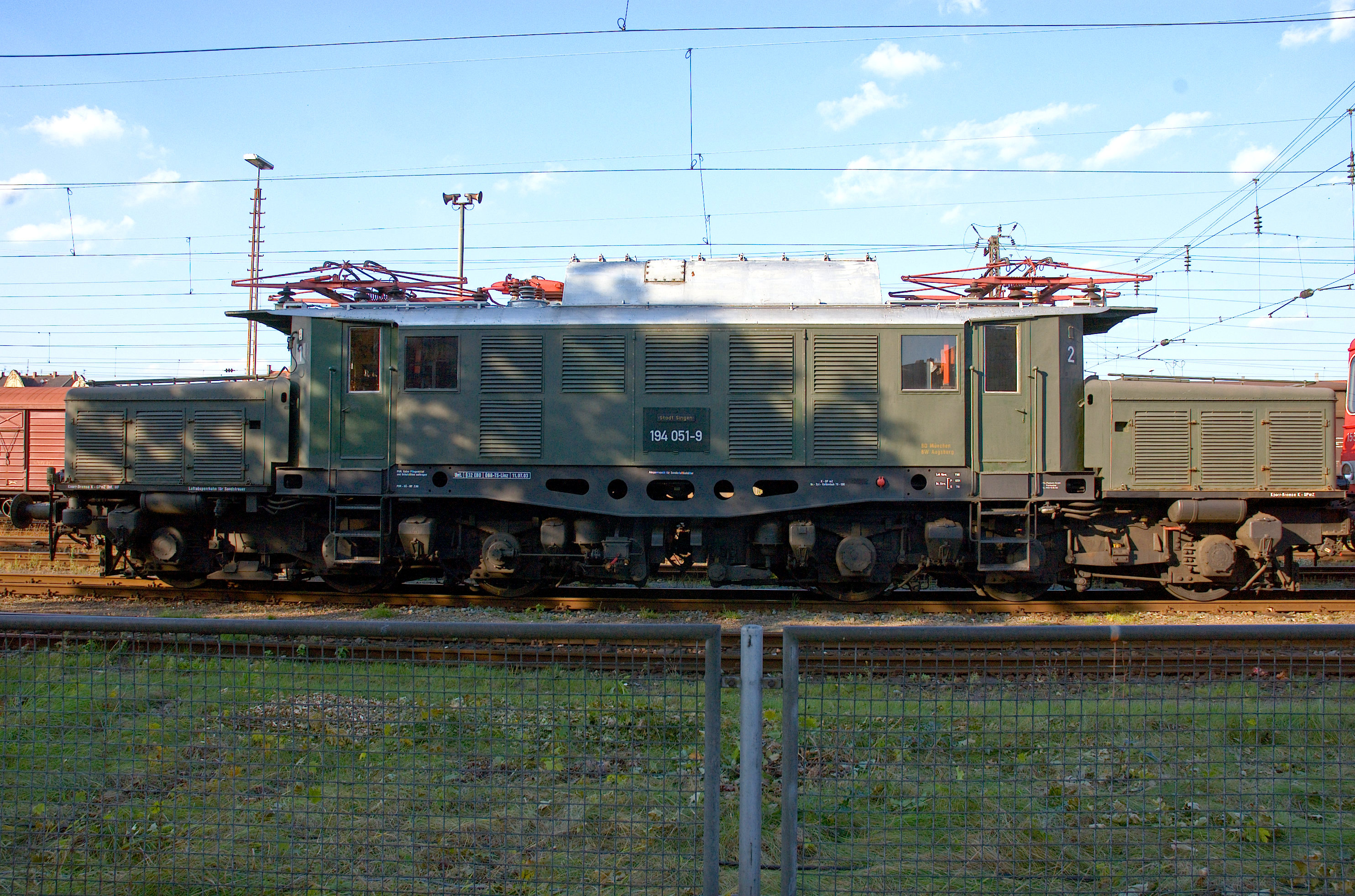
DB 194 051, expuesta en 2007

Con la entrada en vigor en 1968 de la numeración de la UIC en el DB, la serie E 94 pasó a llamarse 194. 
En 1970, las locomotoras E 94 141 y 142 y las de la Clase E 94 262 a 285 construidas después de la guerra, se modernizaron con una potencia elevada a 4680 kW. Formaron la serie 194.5, tomando los números 194 541, 542 y 562 a 585 respectivamente. 
Su retirada del servicio se produjo en 1988. 

### Serie DR 254
En 1970, las máquinas de la Clase 94 E del DR de Alemania Oriental se reagruparon en la Clase 254. Eran conocidas como "cerdos de hierro". 